# Cadre-71/2-Europameisterschaft 2015

Logo CEB (ausrichtender Verband)

Veranstaltungsort: Brandenburg / Havel

Die Cadre-71/2-Europameisterschaft 2015 war das 58. Turnier in dieser Disziplin des Karambolagebillards und fand vom 1. bis zum 3. Mai 2015 in Brandenburg an der Havel statt. Es war die achte Cadre-71/2-Europameisterschaft in Deutschland.

## Geschichte
Ab 2013 wird die Europameisterschaft nicht mehr als Einzelturnier veranstaltet, sondern bei einer Multi-Europameisterschaft bei der alle Disziplinen des Karambolsports ausgetragen werden. Diese Meisterschaft wird im zwei Jahresrhythmus ausgetragen.
Mit einem niederländischen Doppelsieg endete die zweite Cadre 71/2-EM in Brandenburg an der Havel. Raymund Swertz konnte seinen Titel gegen Dave Christiani erfolgreich verteidigen. Für den Bochumer Thomas Nockemann endete das Turnier im Halbfinale. In nur einer Aufnahme gab es eine 8:200-Niederlage gegen Christiani. Für Nockemann was es die vierte EM-Medaille im Cadre 71/2, davon zweimal Gold. Mit ihm Dritter wurde der Spanier Raúl Cuenca. Arnim Kahofer und Sven Daske schieden trotz guter Leistungen in der Gruppenphase aus.

## Modus
Gespielt wurde in acht Gruppen à 3 Teilnehmer. Die Gruppensieger qualifizierten sich für das Viertelfinale. Es wurde in der Gruppenphase bis 150 Punkte und in der KO-Phase bis 200 Punkte gespielt. Platz drei wurde nicht ausgespielt.
Die Qualifikationsgruppen wurden nach Rangliste gesetzt. Es gab außer dem Titelverteidiger keine gesetzten Spieler mehr für das Hauptturnier.
1. MP = Matchpunkte
2. GD = Generaldurchschnitt
3. HS = Höchstserie

## Gruppenphase

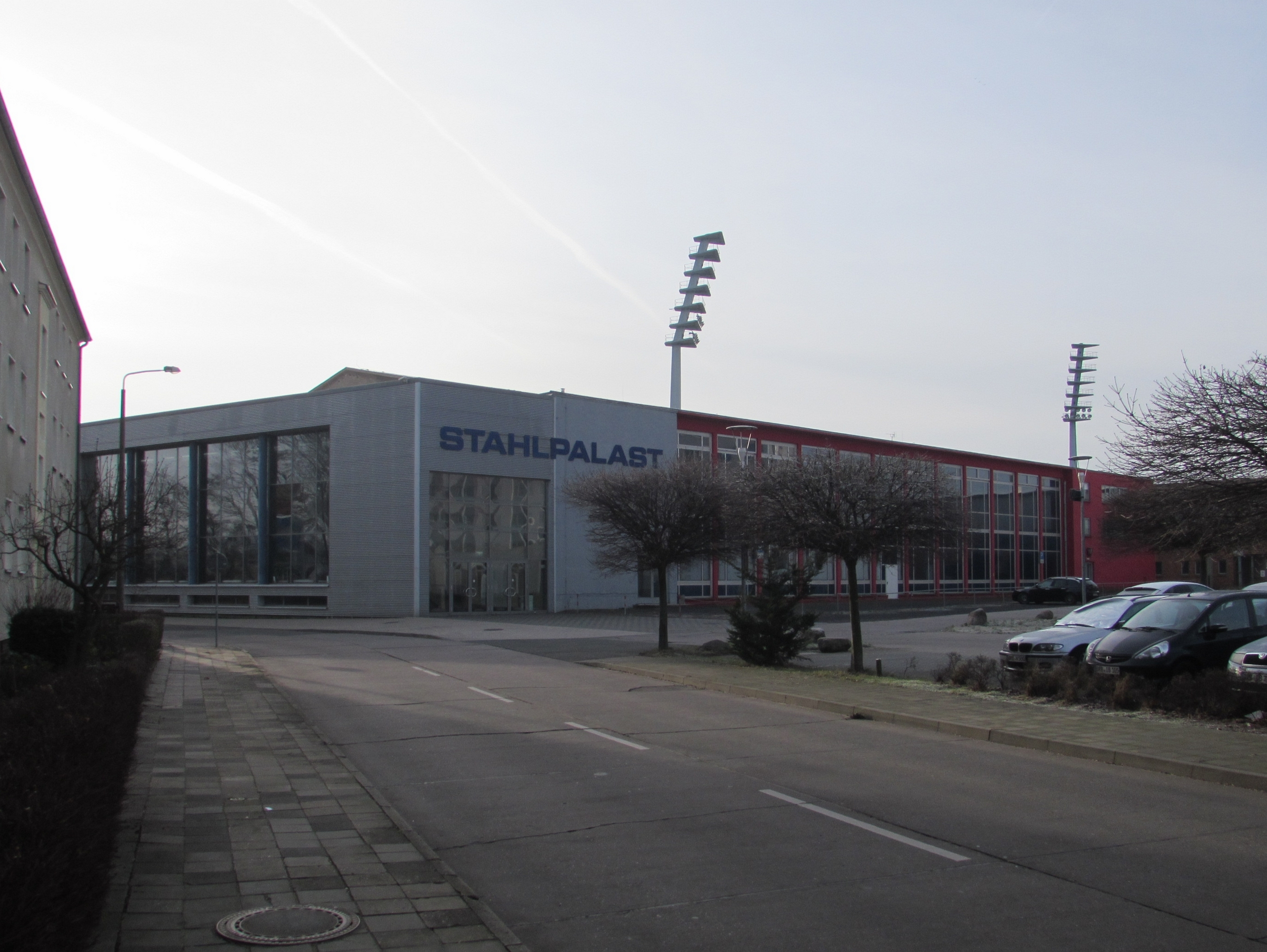
Außenansicht des Stahlpalastes

| MP    | Match Points (Sieger = 2; Unentschieden = 1; Verlierer = 0) |
| Pkte. | Erzielte Karambolagen                                       |
| Aufn. | Benötigte Versuche                                          |
| GD    | Generaldurchschnitt                                         |
| BED   | Bester Einzeldurchschnitt eines Spielers                    |
| HS    | Höchstserie                                                 |
|       | Bester GD des Turniers                                      |
|       | Bester ED des Turniers                                      |
|       | Beste HS des Turniers                                       |
|       | 1. Platz (Gold)                                             |
|       | 2. Platz (Silber)                                           |
|       | 3. Platz (Bronze)                                           |

| Abschlusstabelle Gruppe A | Abschlusstabelle Gruppe A | Abschlusstabelle Gruppe A | Abschlusstabelle Gruppe A | Abschlusstabelle Gruppe A | Abschlusstabelle Gruppe A | Abschlusstabelle Gruppe A | Abschlusstabelle Gruppe A |
| Platz                     | Name                      | MP                        | Pkt.                      | Aufn.                     | GD                        | BED                       | HS                        |
| ------------------------- | ------------------------- | ------------------------- | ------------------------- | ------------------------- | ------------------------- | ------------------------- | ------------------------- |
| 1                         | Raymund Swertz            | 4:0                       | 300                       | 14                        | 21,42                     | 150,00                    | 150                       |
| 2                         | Pascal Dessaint           | 1:3                       | 150                       | 10                        | 15,00                     | 16,66                     | 95                        |
| 3                         | Janis Ziogas              | 1:3                       | 271                       | 22                        | 12,31                     | 16,66                     | 56                        |

| Abschlusstabelle Gruppe B | Abschlusstabelle Gruppe B | Abschlusstabelle Gruppe B | Abschlusstabelle Gruppe B | Abschlusstabelle Gruppe B | Abschlusstabelle Gruppe B | Abschlusstabelle Gruppe B | Abschlusstabelle Gruppe B |
| Platz                     | Name                      | MP                        | Pkt.                      | Aufn.                     | GD                        | BED                       | HS                        |
| ------------------------- | ------------------------- | ------------------------- | ------------------------- | ------------------------- | ------------------------- | ------------------------- | ------------------------- |
| 1                         | Marek Faus                | 2:2                       | 153                       | 6                         | 25,50                     | 75,00                     | 80                        |
| 2                         | Benoit Legros             | 2:2                       | 243                       | 11                        | 22,09                     | 37,50                     | 85                        |
| 3                         | Eddy Leppens              | 2:2                       | 193                       | 9                         | 21,44                     | 21,42                     | 60                        |

| Abschlusstabelle Gruppe C | Abschlusstabelle Gruppe C | Abschlusstabelle Gruppe C | Abschlusstabelle Gruppe C | Abschlusstabelle Gruppe C | Abschlusstabelle Gruppe C | Abschlusstabelle Gruppe C | Abschlusstabelle Gruppe C |
| Platz                     | Name                      | MP                        | Pkt.                      | Aufn.                     | GD                        | BED                       | HS                        |
| ------------------------- | ------------------------- | ------------------------- | ------------------------- | ------------------------- | ------------------------- | ------------------------- | ------------------------- |
| 1                         | Nikolas Gerassimopoulos   | 4:0                       | 300                       | 18                        | 16,66                     | 18,75                     | 74                        |
| 2                         | Michel van Silfhout       | 2:2                       | 255                       | 10                        | 25,50                     | 75,00                     | 106                       |
| 3                         | Otakar Truska             | 0:4                       | 81                        | 12                        | 6,75                      | –                         | 30                        |

| Abschlusstabelle Gruppe D | Abschlusstabelle Gruppe D | Abschlusstabelle Gruppe D | Abschlusstabelle Gruppe D | Abschlusstabelle Gruppe D | Abschlusstabelle Gruppe D | Abschlusstabelle Gruppe D | Abschlusstabelle Gruppe D |
| Platz                     | Name                      | MP                        | Pkt.                      | Aufn.                     | GD                        | BED                       | HS                        |
| ------------------------- | ------------------------- | ------------------------- | ------------------------- | ------------------------- | ------------------------- | ------------------------- | ------------------------- |
| 1                         | Dave Christiani           | 4:0                       | 300                       | 6                         | 50,00                     | 150,00                    | 150                       |
| 2                         | Sven Daske                | 2:2                       | 288                       | 7                         | 41,14                     | 75,00                     | 141                       |
| 3                         | Milan Raček               | 0:4                       | 32                        | 3                         | 10,66                     | –                         | 23                        |

| Abschlusstabelle Gruppe E | Abschlusstabelle Gruppe E | Abschlusstabelle Gruppe E | Abschlusstabelle Gruppe E | Abschlusstabelle Gruppe E | Abschlusstabelle Gruppe E | Abschlusstabelle Gruppe E | Abschlusstabelle Gruppe E |
| Platz                     | Name                      | MP                        | Pkt.                      | Aufn.                     | GD                        | BED                       | HS                        |
| ------------------------- | ------------------------- | ------------------------- | ------------------------- | ------------------------- | ------------------------- | ------------------------- | ------------------------- |
| 1                         | Thomas Nockemann          | 4:0                       | 300                       | 7                         | 42,85                     | 75,00                     | 123                       |
| 2                         | Arnim Kahofer             | 2:2                       | 156                       | 3                         | 52,00                     | 150,00                    | 150                       |
| 3                         | Balázs Léb                | 0:4                       | 9                         | 6                         | 1,50                      | –                         | 6                         |

| Abschlusstabelle Gruppe F | Abschlusstabelle Gruppe F | Abschlusstabelle Gruppe F | Abschlusstabelle Gruppe F | Abschlusstabelle Gruppe F | Abschlusstabelle Gruppe F | Abschlusstabelle Gruppe F | Abschlusstabelle Gruppe F |
| Platz                     | Name                      | MP                        | Pkt.                      | Aufn.                     | GD                        | BED                       | HS                        |
| ------------------------- | ------------------------- | ------------------------- | ------------------------- | ------------------------- | ------------------------- | ------------------------- | ------------------------- |
| 1                         | Miroslav Baca             | 4:0                       | 300                       | 10                        | 30,00                     | 50,00                     | 122                       |
| 2                         | Jean Francois Florent     | 2:2                       | 272                       | 12                        | 22,66                     | 30,00                     | 60                        |
| 3                         | Xavier Gretillat          | 0:4                       | 237                       | 8                         | 29,62                     | –                         | 107                       |

| Abschlusstabelle Gruppe G | Abschlusstabelle Gruppe G | Abschlusstabelle Gruppe G | Abschlusstabelle Gruppe G | Abschlusstabelle Gruppe G | Abschlusstabelle Gruppe G | Abschlusstabelle Gruppe G | Abschlusstabelle Gruppe G |
| Platz                     | Name                      | MP                        | Pkt.                      | Aufn.                     | GD                        | BED                       | HS                        |
| ------------------------- | ------------------------- | ------------------------- | ------------------------- | ------------------------- | ------------------------- | ------------------------- | ------------------------- |
| 1                         | Patrick Niessen           | 4:0                       | 300                       | 6                         | 50,00                     | 50,00                     | 117                       |
| 2                         | Johann Petit              | 2:2                       | 154                       | 8                         | 19,25                     | 30,00                     | 77                        |
| 3                         | Nikos Chatzipavlis        | 0:4                       | 101                       | 8                         | 12,62                     | –                         | 42                        |

| Abschlusstabelle Gruppe H | Abschlusstabelle Gruppe H | Abschlusstabelle Gruppe H | Abschlusstabelle Gruppe H | Abschlusstabelle Gruppe H | Abschlusstabelle Gruppe H | Abschlusstabelle Gruppe H | Abschlusstabelle Gruppe H |
| Platz                     | Name                      | MP                        | Pkt.                      | Aufn.                     | GD                        | BED                       | HS                        |
| ------------------------- | ------------------------- | ------------------------- | ------------------------- | ------------------------- | ------------------------- | ------------------------- | ------------------------- |
| 1                         | Raúl Cuenca               | 4:0                       | 300                       | 6                         | 50,00                     | 50,00                     | 142                       |
| 2                         | Arnd Riedel               | 2:2                       | 230                       | 14                        | 16,42                     | 13,63                     | 53                        |
| 3                         | Michael Mikkelsen         | 0:4                       | 161                       | 14                        | 15,50                     | –                         | 44                        |

## KO-Phase
|  | Viertelfinale Spiel bis 200 Punkte | Viertelfinale Spiel bis 200 Punkte | Viertelfinale Spiel bis 200 Punkte | Viertelfinale Spiel bis 200 Punkte | Viertelfinale Spiel bis 200 Punkte | Viertelfinale Spiel bis 200 Punkte |                 |                  | Halbfinale Spiel bis 200 Punkte | Halbfinale Spiel bis 200 Punkte | Halbfinale Spiel bis 200 Punkte | Halbfinale Spiel bis 200 Punkte | Halbfinale Spiel bis 200 Punkte | Halbfinale Spiel bis 200 Punkte |      |       | Finale Spiel bis 200 Punkte | Finale Spiel bis 200 Punkte | Finale Spiel bis 200 Punkte | Finale Spiel bis 200 Punkte | Finale Spiel bis 200 Punkte | Finale Spiel bis 200 Punkte |
|  |                                    |                                    |                                    |                                    |                                    |                                    |                 |                  |                                 |                                 |                                 |                                 |                                 |                                 |      |       |                             |                             |                             |                             |                             |                             |
|  |                                    | MP                                 | Pkt.                               | Aufn.                              | GD                                 | HS                                 |                 |                  |                                 |                                 |                                 |                                 |                                 |                                 |      |       |                             |                             |                             |                             |                             |                             |
|  |                                    | MP                                 | Pkt.                               | Aufn.                              | GD                                 | HS                                 |                 |                  |                                 |                                 |                                 |                                 |                                 |                                 |      |       |                             |                             |                             |                             |                             |                             |
|  | Dave Christiani                    | 2                                  | 200                                | 5                                  | 40,00                              | 109                                |                 |                  |                                 |                                 |                                 |                                 |                                 |                                 |      |       |                             |                             |                             |                             |                             |                             |
|  | Dave Christiani                    | 2                                  | 200                                | 5                                  | 40,00                              | 109                                |                 | MP               | Pkt.                            | Aufn.                           | GD                              | HS                              |                                 |                                 |      |       |                             |                             |                             |                             |                             |                             |
|  | Marek Faus                         | 0                                  | 30                                 | 5                                  | 6,00                               | 22                                 |                 | MP               | Pkt.                            | Aufn.                           | GD                              | HS                              |                                 |                                 |      |       |                             |                             |                             |                             |                             |                             |
|  | Marek Faus                         | 0                                  | 30                                 | 5                                  | 6,00                               | 22                                 | Dave Christiani | 2                | 200                             | 1                               | 200,00                          | 200                             |                                 |                                 |      |       |                             |                             |                             |                             |                             |                             |
|  |                                    | MP                                 | Pkt.                               | Aufn.                              | GD                                 | HS                                 | Dave Christiani | 2                | 200                             | 1                               | 200,00                          | 200                             |                                 |                                 |      |       |                             |                             |                             |                             |                             |                             |
|  |                                    | MP                                 | Pkt.                               | Aufn.                              | GD                                 | HS                                 |                 | Thomas Nockemann | 0                               | 8                               | 1                               | 8,00                            | 8                               |                                 |      |       |                             |                             |                             |                             |                             |                             |
|  | Thomas Nockemann                   | 2                                  | 200                                | 3                                  | 66,66                              | 194                                |                 | Thomas Nockemann | 0                               | 8                               | 1                               | 8,00                            | 8                               |                                 |      |       |                             |                             |                             |                             |                             |                             |
|  | Thomas Nockemann                   | 2                                  | 200                                | 3                                  | 66,66                              | 194                                |                 |                  |                                 |                                 |                                 |                                 |                                 | MP                              | Pkt. | Aufn. | GD                          | HS                          |                             |                             |                             |                             |
|  | Miroslav Baca                      | 0                                  | 191                                | 3                                  | 63,66                              | 96                                 |                 |                  |                                 |                                 |                                 |                                 |                                 | MP                              | Pkt. | Aufn. | GD                          | HS                          |                             |                             |                             |                             |
|  | Miroslav Baca                      | 0                                  | 191                                | 3                                  | 63,66                              | 96                                 | Dave Christiani | 0                | 94                              | 4                               | 24,00                           | 61                              |                                 |                                 |      |       |                             |                             |                             |                             |                             |                             |
|  |                                    | MP                                 | Pkt.                               | Aufn.                              | GD                                 | HS                                 | Dave Christiani | 0                | 94                              | 4                               | 24,00                           | 61                              |                                 |                                 |      |       |                             |                             |                             |                             |                             |                             |
|  |                                    | MP                                 | Pkt.                               | Aufn.                              | GD                                 | HS                                 |                 | Raymund Swertz   | 2                               | 200                             | 4                               | 50,00                           | 118                             |                                 |      |       |                             |                             |                             |                             |                             |                             |
|  | Raymund Swertz                     | 2                                  | 200                                | 1                                  | 200,00                             | 200                                |                 | Raymund Swertz   | 2                               | 200                             | 4                               | 50,00                           | 118                             |                                 |      |       |                             |                             |                             |                             |                             |                             |
|  | Raymund Swertz                     | 2                                  | 200                                | 1                                  | 200,00                             | 200                                |                 | MP               | Pkt.                            | Aufn.                           | GD                              | HS                              |                                 |                                 |      |       |                             |                             |                             |                             |                             |                             |
|  | Patrick Niessen                    | 0                                  | 7                                  | 1                                  | 1,00                               | 7                                  |                 | MP               | Pkt.                            | Aufn.                           | GD                              | HS                              |                                 |                                 |      |       |                             |                             |                             |                             |                             |                             |
|  | Patrick Niessen                    | 0                                  | 7                                  | 1                                  | 1,00                               | 7                                  | Raymund Swertz  | 2                | 200                             | 3                               | 66,66                           | 124                             |                                 |                                 |      |       |                             |                             |                             |                             |                             |                             |
|  |                                    | MP                                 | Pkt.                               | Aufn.                              | GD                                 | HS                                 | Raymund Swertz  | 2                | 200                             | 3                               | 66,66                           | 124                             |                                 |                                 |      |       |                             |                             |                             |                             |                             |                             |
|  |                                    | MP                                 | Pkt.                               | Aufn.                              | GD                                 | HS                                 |                 | Raúl Cuenca      | 0                               | 135                             | 3                               | 45,00                           | 55                              |                                 |      |       |                             |                             |                             |                             |                             |                             |
|  | Nikolas Gerassimopoulos            | 0                                  | 82                                 | 8                                  | 10,25                              | 25                                 |                 | Raúl Cuenca      | 0                               | 135                             | 3                               | 45,00                           | 55                              |                                 |      |       |                             |                             |                             |                             |                             |                             |
|  | Nikolas Gerassimopoulos            | 0                                  | 82                                 | 8                                  | 10,25                              | 25                                 |                 |                  |                                 |                                 |                                 |                                 |                                 |                                 |      |       |                             |                             |                             |                             |                             |                             |
|  | Raúl Cuenca                        | 2                                  | 200                                | 8                                  | 25,00                              | 59                                 |                 |                  |                                 |                                 |                                 |                                 |                                 |                                 |      |       |                             |                             |                             |                             |                             |                             |
|  | Raúl Cuenca                        | 2                                  | 200                                | 8                                  | 25,00                              | 59                                 |                 |                  |                                 |                                 |                                 |                                 |                                 |                                 |      |       |                             |                             |                             |                             |                             |                             |

## Abschlusstabelle
| Phase                      | Platz | Name                    | MP   | Pkt. | Aufn. | GD    | BED    | HS  |
| -------------------------- | ----- | ----------------------- | ---- | ---- | ----- | ----- | ------ | --- |
| Finale                     | 1     | Raymund Swertz          | 10:0 | 900  | 22    | 40,90 | 200,00 | 200 |
| Finale                     | 2     | Dave Christiani         | 8:2  | 796  | 16    | 49,75 | 200,00 | 200 |
| Halb- finale               | 3     | Thomas Nockemann        | 6:2  | 508  | 11    | 46,18 | 75,00  | 194 |
| Halb- finale               | 3     | Raúl Cuenca             | 6:2  | 635  | 17    | 37,35 | 50,00  | 142 |
| Viertel- finale            | 5     | Patrick Niessen         | 4:2  | 307  | 7     | 43,85 | 50,00  | 117 |
| Viertel- finale            | 6     | Miroslav Baca           | 4:2  | 491  | 13    | 37,76 | 50,00  | 122 |
| Viertel- finale            | 7     | Nikolas Gerassimopoulos | 4:2  | 382  | 26    | 14,69 | 18,75  | 74  |
| Viertel- finale            | 8     | Marek Faus              | 2:4  | 183  | 11    | 16,63 | 75,00  | 80  |
| Gruppen- phase             | 9     | Arnim Kahofer           | 2:2  | 156  | 3     | 52,00 | 150,00 | 150 |
| Gruppen- phase             | 10    | Sven Daske              | 2:2  | 288  | 7     | 41,14 | 75,00  | 141 |
| Gruppen- phase             | 11    | Jean Francois Florent   | 2:2  | 272  | 12    | 22,66 | 30,00  | 60  |
| Gruppen- phase             | 12    | Michel van Silfhout     | 2:2  | 255  | 10    | 25,50 | 75,00  | 106 |
| Gruppen- phase             | 13    | Benoit Legros           | 2:2  | 243  | 11    | 22,09 | 37,50  | 85  |
| Gruppen- phase             | 14    | Johann Petit            | 2:2  | 154  | 8     | 19,25 | 30,00  | 77  |
| Gruppen- phase             | 15    | Arnd Riedel             | 2:2  | 230  | 14    | 16,42 | 13,63  | 53  |
| Gruppen- phase             | 16    | Pascal Dessaint         | 1:3  | 150  | 10    | 15,00 | 16,66  | 95  |
| Gruppen- phase             | 17    | Eddy Leppens            | 2:2  | 193  | 9     | 21,44 | 21,42  | 60  |
| Gruppen- phase             | 18    | Janis Ziogas            | 1:3  | 271  | 22    | 12,31 | 16,66  | 56  |
| Gruppen- phase             | 19    | Xavier Gretillat        | 0:4  | 237  | 8     | 29,62 | –      | 107 |
| Gruppen- phase             | 20    | Nikos Chatzipavlis      | 0:4  | 101  | 8     | 12,62 | –      | 42  |
| Gruppen- phase             | 21    | Michael Mikkelsen       | 0:4  | 161  | 14    | 15,50 | –      | 44  |
| Gruppen- phase             | 22    | Milan Raček             | 0:4  | 32   | 3     | 10,66 | –      | 23  |
| Gruppen- phase             | 23    | Otakar Truska           | 0:4  | 81   | 12    | 6,75  | –      | 30  |
| Gruppen- phase             | 24    | Balázs Léb              | 0:4  | 9    | 6     | 1,50  | –      | 6   |
| Turnierdurchschnitt: 25,12 |       |                         |      |      |       |       |        |     |